# Netzhautdystrophie
Netzhautdystrophie ist eine Gruppe seltener, genetisch bedingter Augenkrankheiten.
Gemäß der Datenbank Orphanet enthält diese Gruppe folgende Erkrankungen:
- Acaeruloplasminämie
- Åland Island-Augenkrankheit, Synonyme: Albinismus, okulärer, Typ Forsius-Eriksson; Forsius-Eriksson-Syndrom
- Amaurose-Hypertrichose-Syndrom, Synonym: Jalili-Syndrom
- Lebersche Kongenitale Amaurose
- Atrophia gyrata der Chorioidea und Retina, Synonyme: HOGA; Hyperornithinämie; Hyperornithinämie - Atrophia gyrata der Aderhaut und Netzhaut; Ornithin-Aminotransferase-Mangel
- Progressive bifokale chorioretinale Atrophie, Synonym: PBCRA[2]
- Autosomal-rezessive Chorioretinopathie-Mikrozephalie-Syndrom, Synonym: Pseudotoxoplasmose-Syndrom[3] (Das Synonym wird auch für das Aicardi-Goutières-Syndrom verwendet.)
- Retinopathie Typ Burgess-Black[4]
- Brachydaktylie-Kleinwuchs-Retinitis pigmentosa-Syndrom[5]
- Helikoid-peripapilläre chorioretinale Degeneration, Synonyme: Atrophia areata; Degeneration, chorioretinale, Typ Sveinsson[6]
- Noble-Bass-Sherman-Syndrom
- Benigne familiäre gefleckte Retina[7]
- Martinique zerknitterte retinale Pigmentepitheliopathie[8]
- MMCAT-Syndrom[9]
- Mikrozephalie-Lymphödem-Chorioretinopathie-Syndrom, Synonym: MLCRD[10]
- MORM-Syndrom
- MRCS-Syndrom, Synonym: Mikrokornea - Zapfen-Stäbchen-Dystrophie -Katarakt - posteriores Staphylom[11]
- Netzhautdegeneration - Nanophthalmus – Glaukom[12]
- Netzhautdystrophie mit Dysfunktion der inneren Retina und Ganglienzellanomalien[13]
- Frühbeginnende schwere Netzhautdystrophie, Synonym: EOSRD[14]
- Spät beginnende Netzhautdystrophie, Synonyme: LORD; Netzhautdystrophie, autosomal-dominante, spät beginnende[15]
- Netzhautdystrophie Typ Bothnia, Synonym: Västerbotten Dystrophie[16]
- Oguchi-Syndrom, Synonyme: Morbus Oguchi; Stationäre Nachtblindheit, kongenitale, Typ Oguchi
- Pigmentierte paravenöse retinochoroidale Atrophie, Synonym PPRCA[17]
- Progressive Retinadystrophie durch Retinol-Transportdefekt, Synonym: Retinadystrophie-Iriskolobom-comedogene Akne-Syndrom[18]
- X-chromosomale Retinadysplasie[19]
- Retinale Vaskulopathie und zerebrale Leukoenzephalopathie, Synonym: RVCL[20]
- Retinopathia pigmentosa
- Revesz-Syndrom, Synonyme: Dyskeratosis congenita mit bilateraler exsudativer Retinopathie; Retinopathie - Anämie – ZNS-Anomalien; Revesz-Debuse-Syndrom
- X-chromosomale Intelligenzminderung-Spastizität der Extremitäten-Netzhautdystrophie-Diabetes insipidus-Syndrom[21]
- Zäpfchenmangel-Trichromasie, Synonym: Zäpfchenmangel-Syndrom[22]
- Zapfendystrophie mit supernormalen Stäbchen-B-Wellen, Synonyme: Zapfendystrophie mit supernormalem Ganzfeld-Elektroretinogramm; Zapfendystrophie mit supernormalem Stäbchen-ERG; Zapfendystrophie mit supernormalem Stäbchen-Elektroretinogramm[23]
- Mitochondrialer Aconitasemangel, Synonym: Zerebellär-retinale Degeneration, infantile[24]